# یحیی دیلو جیرو
یحیی دیلو جیرو (انگلیسی: Yaya Dillo Djérou؛ ۱۸ دسامبر ۱۹۷۴ – ۲۸ فوریهٔ ۲۰۲۴) سیاستمدار اهل چاد و رهبر حزب سوسیالیست بدون مرز این کشور بود.